# Catriló
Catriló es una localidad argentina, cabecera del departamento homónimo: la más oriental de la provincia de La Pampa; a 527 km de Buenos Aires y a 82 km de la capital provincial Santa Rosa. Su zona rural se extiende también sobre el departamento Quemú Quemú.

## Historia
Los trabajos de mensura, la subdivisión de los terrenos y el trazado de las calles de Catriló comenzó en los primeros años del siglo XX. Sin embargo, se asume como fecha oficial de fundación el 9 de septiembre de 1897, día en que llegara el primer tren procedente de Buenos Aires.
En 1879 Salvador María del Carril adquirió 130 000 hectáreas en la zona, que poco tiempo después pasarían por herencia a sus hijos, al morir su primer titular en 1883. La familia donó los terrenos para la construcción de la estación del ferrocarril. En 1904 se realizó la traza de la planta urbana, que se aprobó a fines del mismo año. En 1905 se delimitaron los lotes y comenzó la venta de las parcelas y la construcción de los primeros edificios. Uno de los nietos de Del Carril fue el primer poblador de la localidad.
Varias instituciones se crearon durante los primeros años a partir de su fundación: en 1907 se inauguró la escuela de varones, en 1909 la escuela de niñas y en 1910 comenzó la construcción de la escuela n.º 10, en funcionamiento hasta el presente; en 1912 se instaló el primer médico, el doctor Baldomero Fernández Moreno, conocido por su obra poética; en 1910 la primera oficina de correos; en 1909 la Asociación Española de Socorros Mutuos y en 1920 el Club Atlético Catriló.

## Toponimia
El nombre Catriló deriva de la expresión mapuche que significa "médano cortado", (catri = roto, incompleto, marcado, separado).

## Accesos
Los accesos a la localidad se realizan por las rutas:
- RP 1, desde General Pico e Intendente Alvear por el nornoroeste.
- RN 5, desde Santa Rosa por el oesudoeste y desde Trenque Lauquen y Buenos Aires por el estenoreste.

## Población
La localidad de Catriló contó con 4233 habitantes (Indec, 2010), lo que representó un incremento del 13% frente a los 3743 habitantes (Indec, 2001) del censo anterior.
El censo nacional 2022 arrojó 4840 habitantes y 1961 viviendas.
| Gráfica de evolución demográfica de Departamento Catriló entre 1991 y 2022 |
|                                                                            |
| Instituto Nacional de Estadísticas y Censos - INDEC                        |

## Personalidades
- Blanca Julia Clermont, enfermera.
- Félix Orte, jugador de fútbol.

## Cultura y educación
La localidad cuenta con la biblioteca popular Olga Orozco en honor a la poeta nacida en la vecina ciudad de Toay.

La oferta educativa incluye tres establecimientos de gestión pública y de carácter urbano, que cubren las necesidades de niños y jóvenes desde el nivel medio al secundario.

## Parroquias de la Iglesia católica en Catriló
| Diócesis  | Santa Rosa en Argentina |
| --------- | ----------------------- |
| Parroquia | Nuestra Señora de Luján |